# 트르구지우

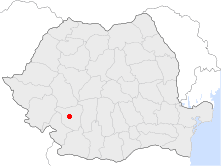
트르구지우의 위치

트르구지우(루마니아어: Târgu Jiu, Tîrgu Jiu)는 루마니아 올테니아 지방에 위치한 도시로, 고르지주의 주도이며 면적은 102km2, 인구는 96,641명(2002년 기준)이다. 카르파티아산맥 남부에 위치하며 지우강과 접한다.
1406년 문헌에 처음 등장했으며 1597년 시로 승격되었다. 조각가 콘스탄틴 브란쿠시가 제1차 세계 대전이 끝나기 이전까지 어린 시절을 보냈던 곳이기도 하다.

## 자매 도시
- 불가리아 얌볼